# ملكة جمال الكون 2023
ملكة جمال الكون 2023 (بالإنجليزية: Miss Universe 2023) هي مسابقة ملكة جمال الكون الثانية والسبعين والتي أقيمت في صالة الألعاب الرياضية الوطنية في العاصمة سان سلفادور، في السلفادور في 18 نوفمبر 2023، تم بث الليلة الأخيرة على الهواء مباشرة على خدمة البث الأمريكية قناة روكو، مع بث متزامن باللغة الإسبانية على شبكة تيليموندو.  
 في نهاية الحدث تُوِّجت شينيس بالاسيوس صاحبة 23 عاما من نيكاراغوا يوم السبت 19 نوفمبر 2023، بلقب ملكة جمال الكون 2023 في النسخة الثانية والسبعين من المسابقة التي نظّمت هذا العام في السلفادور. وتسلمت بالاسيوس التاج والوشاح من ملكة جمال الكون السابقة الأمريكية أر بوني غابرييل خليفتها .
بعد تقدمها في المسابقة على أربعة وثمانين متسابقات من دول ومنطقة في مسابقة ملكة جمال هذا العام. وهذه المرة الأولى التي تفوز فيها متسابقة من نيكاراغوا بهذه المسابقة وفوز نيكاراغوا لأول مرة في أي من مسابقات الجمال الأربع الكبرى الدولية. وحصلت التايلاندية أنطونيا بورسيلد على لقب الوصيفة الأولى والأسترالية مورايا ويلسون على لقب الوصيفة الثانية. استضافت المسابقة جيني ماي وملكة جمال الكون 2012 اوليفيا كالبو للمرة الثانية على التوالي، إلى جانب ماريا مينونوس. ستعمل ملكة جمال الكون 2018 كاتريونا غراي و ومقدمة البرامج التلفزيونية زوري هول أيضًا كمراسلين خلف الكواليس للمرة الثانية على التوالي. استضاف الحفل النهائي المغني والملحن وعازف البيانو الأمريكي جون ليجند ، وهو نفس الشخص الذي استضاف الحفل خلال نهائي 2010 .

## النتائج

### المراكز النهائية
| المركز               | المتسابقة |
| -------------------- | --- |
| ملكة جمال الكون 2023 | - نيكاراغوا – شينيس بالاسيوس |
| الوصيفة الأولى       | - تايلاند – أنطونيا بورسيلد |
| الوصيفة الثانية      | - أستراليا – مورايا ويلسون |
| أفضل 5               | - كولومبيا – كاميلا أفيلا - بورتوريكو – كارلا جيلفو |
| أفضل 10              | - السلفادور – إيزابيلا غارسيا مانزو - بيرو – كاميلا إسكريبينز - الفلبين – ميشيل دي - إسبانيا – أثينيا بيريز - فنزويلا – ديانا سيلفا |
| أفضل 20              | - الكاميرون – إيسي برينسيس - تشيلي – سيليست فييل - الهند – شويتا شاردا - جامايكا – جوردان ليفي - ناميبيا – جميلة أويراس - نيبال - جين جاريت - باكستان – إيريكا روبن - البرتغال – مارينا ماتشيتي - جنوب أفريقيا – بريوني جوفندر - الولايات المتحدة – نويليا فويت |

### الجوائز الخاصة
| جائزة                   | المتسابقة               |
| ----------------------- | ----------------------- |
| ملكة جمال اللطافة       | - إسبانيا – أثينا بيريز |
| أفضل زي وطني            | - الفلبين – ميشيل دي.   |
| الفائزة بتصويت المعجبين | - الفلبين – ميشيل دي.   |
| جائزة روح الكرنفال      | - الفلبين – ميشيل دي.   |

#### صوت من أجل التغيير
في الفترة التي سبقت المسابقة الرئيسية، تنافست المتسابقات في مسابقة "صوت من أجل التغيير"، حيث شاركن مناصرتهن في مقطع فيديو مدته ثلاث دقائق.، وقد تم تحديد الفائزين في المسابقة من خلال التصويت عبر الإنترنت ومن خلال لجنة الاختيار. تم الإعلان عن المتأهلين العشرة الفضيين خلال المسابقة التمهيدية، بينما سيتم الإعلان عن الفائزين الثلاثة بالذهب خلال النهائيات.
| المركز                             | المتسابقة |
| ---------------------------------- | --- |
| الفائزات بالذهب                    | - أنغولا – آنا كويمبرا - الفلبين – ميشيل دي - بورتوريكو – كارلا جيلفو |
| المتأهلين للتصفيات النهائية الفضية | - البرازيل – ماريا بريشان - تشيلي – سيليست فييل - لبنان – مايا أبو الحسن - سنغافورة – إعلان بريانكا - جنوب أفريقيا – بريوني جوفندر - أوكرانيا – أنجلينا يوسانوفا - زيمبابوي – بروك بروك-جاكسون |

## خلفية

### الموقع والتاريخ
في 14 يناير 2023، خلال مسابقة ملكة جمال الكون 2022، أعلن الرئيس السلفادوري ناييب بوكيلي أن هذه النسخة ستقام في السلفادور في أواخر عام 2023. في 27 يوليو 2023، أعلنت منظمة ملكة جمال الكون أن المسابقة ستقام في 18 نوفمبر 2023. آخر مرة استضافت فيها البلاد المسابقة كانت في عام 1975.

### اختيار المشاركين
تم اختيار متسابقات من خمسة وثمانين من دول وأقاليم للمنافسة في المسابقة، من هذه النسخة فصاعدًا ستقبل منظمة ملكة جمال الكون سيدات المتزوجات وسيدات اللواتي لديهن أطفال للتنافس في المسابقة. تم تعيين خمسة من هؤلاء المتسابقات بعد أن حصلن على المركز الثاني في المسابقة الوطنية، أو تم اختيارهن من خلال عملية اختيار. من المرجع في هذه نسخة ظهور متسابقة من باكستان أول مرة؛ وعودة بنغلاديش والدنمارك ومصر وغيانا والمجر وأيرلندا وكازاخستان ولاتفيا ومنغوليا ونيوزيلندا والنرويج وزيمبابوي. شاركت زيمبابوي آخر مرة في عام 2001 ؛ شاركت لاتفيا آخر مرة في عام 2006 ؛ شاركت غيانا آخر مرة في عام 2017 ؛ تنافست بنغلاديش ومصر ومنغوليا ونيوزيلندا لآخر مرة في عام 2019 ؛ في هذه الأثناء تنافس الآخرون آخر مرة في عام 2021.
لأول مرة منذ 66 عامًا، ستسمح منظمة ملكة جمال الكون للنساء المتزوجات والنساء اللواتي لديهن أطفال بالمنافسة مرة أخرى. ستكون الهولندية ريكي كولي هولندا، ومارينا ماتشيتي من البرتغال ثاني امرأة متحولة جنسياً تتنافس في مسابقة ملكة جمال الكون بعد أنجيلا بونس في عام 2018. بينما ستكون كاميلا أفيلا من كولومبيا وميشيل كوهن من غواتيمالا. أول امرأة وأمهات متزوجات يتنافسن في المسابقة بعد أن قامت منظمة ملكة جمال الكون برفع قاعدة عدم أهلية الأمهات للمنافسة.
نامونزول باتماجناي، الوصيفة الثانية لملكة جمال الكون منغوليا 2023، تم تعيينها لتمثيل منغوليا بعد الفائز الأصلي، نومينزول زاندانجين، قيل إنها لن تكون قادرة على المنافسة في ملكة جمال الكون لأسباب غير معلنة.
ستمثل هذه النسخة من المسابقة أول ظهور لممثلة من باكستان؛ وعودة الدنمارك ومصر وغويانا والمجر وأيرلندا وكازاخستان ولاتفيا ومنغوليا والنرويج وزيمبابوي. تنافست زيمبابوي آخر مرة في عام 2001؛ وتنافست لاتفيا آخر مرة في عام 2006؛ آخر مرة تنافست فيها غيانا كانت في عام 2017؛ وتنافست مصر ومنغوليا آخر مرة في عام 2019؛ بينما تنافس الآخرون آخر مرة في عام 2021.
تم تعيين مايا تورداليفا لتمثيل قيرغيزستان بعد أن قررت ديامي ألمازبيكوفا، الممثلة الأصلية لقيرغيزستان، الانسحاب من المنافسة بسبب عدم الاستعداد. ثم تم استبدال مايا تورداليفا بـ أكيلاي كالبيردييفا لأسباب غير معلنة. ومع ذلك، قررت كالبيردييفا أيضًا الانسحاب لأسباب غير معلنة، مما أدى إلى انسحاب قيرغيزستان من المنافسة. انسحبت أرمينيا وبليز وبوتان وغانا وهايتي وسيشيل وتركيا وأوروغواي بعد فشل منظماتهم في إجراء مسابقة وطنية أو تعيين مندوب أو فقدان امتيازهم الوطني.

### لجنة الإختيار
- حليمة عدن – عارضة الأزياء الصومالية الأمريكية.
- ماريو باوتيستا – مغني مكسيكي. (فقط كحكم نهائي للبث التلفزيوني)
- جيزيل بلونديت – ممثلة بورتوريكو ومقدمة برامج تلفزيونية.
- جانيل كوميسيج – ملكة جمال الكون 1977 من ترينيداد وتوباغو.
- نادية فيريرا – عارضة أزياء باراغوايانية، ملكة جمال الكون باراغواي 2021 والوصيفة الأولى لملكة جمال الكون 2021. (فقط كحكم نهائي للبث التلفزيوني)
- أفاني جريج – شخصية أمريكية في وسائل التواصل الاجتماعي. (فقط كحكم نهائي للبث التلفزيوني)
- كارسون كريسلي – ممثل ومصمم وشخصية تلفزيونية أمريكية (فقط كحكم نهائي للبث التلفزيوني)
- كوني ماريانو – طبيبة فلبينية أمريكية.
- إيريس ميتينير – ملكة جمال الكون 2016 من فرنسا.
- سويتا باتيل – نائب رئيس قسم تسويق النمو والتجارة في روكو. (فقط كحكم نهائي للبث التلفزيوني)
- دينيس وايت – سيدة أعمال أمريكية وملكة جمال أوريغون الولايات المتحدة الأمريكية 1994.

## المتسابقات
تم تأكيد مشاركة (84) متسابقات لهذا العام من جميع انحاء العالم.
| البلد / الإقليم        | اسم المتسابقة         | العمر | بلد المنشأ         | ملاحظات |
| ---------------------- | --------------------- | ----- | ------------------ | --- |
| ألبانيا                | إندي ديمنيري          | 25    | تيرانا             | |
| أنغولا                 | آنا كويمبرا           | 23    | بنغيلا             | |
| الأرجنتين              | ياميل داخود           | 27    | ريو نيجرو          | |
| أروبا                  | كارول كروز            | 27    | أورنجستاد          | |
| أستراليا               | مورايا ويلسون         | 22    | ملبورن             | انهت المسابقة في مركز الوصيفة الثانية. |
| باهاماس                | ميليسا انغراهام       | 26    | لونغ آيلاند        | |
| البحرين                | لجين يعقوب            | 19    | الهملة             | |
| بلجيكا                 | إميلي فانستينكيستي    | 22    | إليفيت             | |
| بوليفيا                | ستيفاني ريفيرو        | 26    | بيني               | |
| البرازيل               | ماريا برشاني          | 19    | ريو غراندي         | |
| جزر العذراء البريطانية | أشيليكا فاهي          | 28    | تورتولا            | |
| بلغاريا                | الكسندرا ستويانوفا    | 30    | صوفيا              | |
| كمبوديا                | سوتيما جون            | 23    | تبونغ خموم ‏        | |
| الكاميرون              | إيسي برينسيس          | 22    | ليتورال            | انهت المسابقة ضمن أفضل 20 متسابقة. |
| كندا                   | ماديسون كفالتين       | 25    | غريتر سودبوري      | |
| جزر كايمان             | إيلين باوري           | 26    | ويست باي           | |
| تشيلي                  | سيليستي فييل          | 24    | سانتياغو           | انهت المسابقة ضمن أفضل 20 متسابقة. |
| كولومبيا               | كاميلا أفيلا          | 28    | يوبال              | انهت المسابقة ضمن أفضل 5 متسابقات. |
| كوستاريكا              | ليسبث فالفيردي        | 28    | أوفيتا             | |
| كرواتيا                | أندريا إرجافيتش       | 23    | بيروشيتش           | |
| كوراساو                | كيم روسين             | 26    | ويلمستاد           | |
| جمهورية التشيك         | فانيسا سفيدوفا        | 20    | برشيروف            | |
| الدنمارك               | نيكولين هانسن         | 21    | فالبي              | |
| جمهورية الدومينيكان    | ماريانا داونينغ       | 27    | كوتويي             | |
| الإكوادور              | ديلاري ستوفيرز        | 23    | غواياكيل           | |
| مصر                    | مهرة طنطاوي           | 21    | القاهرة            | |
| السلفادور              | إيزابيلا غارسيا-مانزو | 20    | سان سلفادور        | انهت المسابقة ضمن أفضل 10 متسابقة. |
| غينيا الاستوائية       | ديانا هينستروسا       | 25    | Corisco            | |
| فنلندا                 | باولا جوكانين         | 22    | هلسنكي             | |
| فرنسا                  | ديان لير              | 26    | باريس              | تم اختيار ملكة جمال فرنسا 2022، ديان ليري لتمثيل فرنسا في مسابقة ملكة جمال الكون لهذا العام. |
| ألمانيا                | هيلينا بليشر          | 24    | رافنسبورغ          | |
| بريطانيا العظمى        | جيسيكا بيج            | 27    | ليفربول            | |
| اليونان                | ماريليا زلومي         | 20    | أثينا              | |
| غواتيمالا              | ميشيل كوهن            | 28    | غواتيمالا (مدينة)  | كوهن هي أول أم تأكيد مشاركتها في مسابقة ملكة جمال الكون 2023 بعد اعلان المنظمة في سبتمبر 2022 السماح بمشاركة الزوجات والأمهات في المسابقة.                                                            |
| غويانا                 | ليزا نارين            | 26    | بوميرون-سوبينام    | |
| هندوراس                | زهيلين كليمنتي        | 23    | تيغوسيغالبا        | |
| المجر                  | توندي بلاغا           | 27    | هيديغسيغ           | |
| آيسلندا                | ليلى سيف بيتورسدوتير  | 19    | ريكيافيك           | |
| الهند                  | شويتا شاردا           | 22    | شانديغار           | انهت المسابقة ضمن أفضل 20 متسابقة. |
| إندونيسيا              | فابيان غرونيفيلد      | 23    | جاكرتا             | |
| أيرلندا                | عائشة اكوريد          | 23    | ليكسليب            | |
| إيطاليا                | كارمن بانيبينتو زياتي | 24    | فيتوريا            | |
| جامايكا                | جوردن ليفي            | 22    | كينغستون           | انهت المسابقة ضمن أفضل 20 متسابقة. |
| اليابان                | ريو ميازاكي           | 20    | شيزوكا             | |
| كازاخستان ‏             | توميريس زائير         | 19    | ألماتي             | تم تعيينها رسميًا لتمثيل بلدها كازاخستان في مسابقة ملكة جمال الكون 2023. |
| كوريا                  | سو-يون كيم            | 28    | غيونغسانغ الجنوبية | |
| كوسوفو ‏                | أربيسا رحماني         | 22    | فريزاي             | |
| لاوس                   | فايماني لاثسابانثاو   | 28    | فيينتيان           | |
| لاتفيا                 | كيت أليكسيفا          | 29    | ريغا               | أعلنت منظمة ملكة جمال الكون لاتفيا، عبر وسائل التواصل الاجتماعي الرسمية الخاصة بها، عن تعيين كيت أليكسيفا ممثلة لاتفيا الرسمية في مسابقة ملكة جمال الكون 2023.                                        |
| لبنان                  | مايا أبو الحسن        | 25    | بتخني              | |
| ماليزيا ‏               | سيرينا لي             | 26    | كوالالمبور         | |
| مالطا                  | إيلا بورتيلي          | 25    | سانت جوليان        | |
| موريشيوس               | تاتيانا بوهارنيه      | 24    | سويلاك             | قررت منظمة ملكة جمال موريس، التي تملك امتياز ملكة جمال الكون موريشيوس، تعيين تاتيانا بوهارنيه للمشاركة في ملكة جمال الكون 2023.                                                                       |
| المكسيك                | ميليسا فلوريس         | 25    | فينوستيانو كارانزا | |
| منغوليا                | نامونزول باتماجناي    | 24    | أولان باتور        | أعلنت منظمة ملكة جمال الكون المنغولية تعيين نامونزول باتمانياي، الوصيفة الأولى في مسابقة ملكة جمال الكون المنغولية 2023، للمشاركة في ملكة جمال الكون 2023.                                            |
| ميانمار                | آمارا بو              | 26    | ماندالاي           | |
| ناميبيا ‏               | جميلة أويراس          | 23    | ويندهوك            | انهت المسابقة ضمن أفضل 20 متسابقة. |
| نيبال                  | جين جاريت             | 23    | كاتماندو           | ملكة جمال نيبال جين ديبيكا غاريت تدخل التاريخ كأول عارضة أزياء ذات حجم زائد في مسابقة ملكة جمال الكون. انهت المسابقة ضمن أفضل 20 متسابقة.                                                             |
| هولندا                 | ريكي كوله             | 22    | بريدا              | ريكي كوله ثاني امرأة متحولة جنسياً تشارك في مسابقة ملكة جمال الكون، بعد مشاركة الإسبانية أنجيلا بونس في المابسقة عام 2018.                                                                             |
| نيكاراغوا ‏             | شينيس بالاسيوس        | 23    | ديريامبا           | لأول مرة في التاريخ تتوج نيكاراغوا من قبل شينيس بالاسيوس من بلقب ملكة جمال الكون لعام 2023. |
| نيجيريا                | أوغوتشي إيهيزو        | 26    | إيدياتو نورث       | |
| النرويج ‏               | جولي توليفسين         | 27    | أوسلو              | |
| باكستان                | إيريكا روبن           | 24    | كراتشي             | تمثل باكستان مشاركتها المرة الأولى في تاريخ المسابقة. انهت المسابقة ضمن أفضل 20 متسابقة. |
| بنما                   | ناتاشا فارغاس         | 25    | لاس تابلاس         | |
| باراغواي               | إليسينا أندرادا       | 28    | توباتي             | |
| بيرو ‏                  | كاميلا إسكريبنز       | 25    | ليما               | انهت المسابقة ضمن أفضل 10 متسابقة. |
| الفلبين                | ميشيل دي              | 28    | ماكاتي             | انهت المسابقة ضمن أفضل 10 متسابقة. |
| بولندا                 | أنجيليكا يوركويانيك   | 27    | ناميسلو            | |
| البرتغال               | مارينا ماشيتي         | 28    | بالميلا            | ماتشيتي هي أول امرأة برتغالية متحولة جنسيا تشارك في مسابقة ملكة جمال الكون وستتنافس في مسابقة ملكة جمال الكون 2023. انهت المسابقة ضمن أفضل 20 متسابقة.                                                |
| بورتوريكو              | كارلا جيلفو           | 25    | باستيلس            | انهت المسابقة ضمن أفضل 5 متسابقات. |
| روسيا                  | مارغريتا غولوبيفا     | 22    | سانت بطرسبرغ       | |
| سانت لوسيا             | إيريكا فريدريك        | 25    | شوازول             | |
| سنغافورة               | بريانكا أنونسيا       | 26    | سنغافورة           | |
| سلوفاكيا               | كينغا بوهوفا          | 23    | دونيسكا ستريدا     | |
| جنوب إفريقيا           | بريوني جوفندر         | 27    | كمبتون بارك ‏       | حصلت بريوني الوصيفة الأولى في مسابقة ملكة جمال جنوب أفريقيا 2023 على حق تمثل جنوب أفريقيا بسبب عدم تمكن ناتاشا جوبيرت المشاركة في مسابقة ملكة جمال الكون مرة أخرى. انهت المسابقة ضمن أفضل 20 متسابقة. |
| إسبانيا                | أثينا بيريز           | 27    | مرسية              | انهت المسابقة ضمن أفضل 10 متسابقة. |
| سويسرا                 | لورينا سانتين         | 26    | كانتون أرجاو       | |
| تايلاند                | أنطونيا بورسيلد       | 27    | ناخون راتشاسيما    | انهت المسابقة في مركز الوصيفة الأولى. |
| ترينيداد وتوباغو       | فيث جيليزو            | 25    | سان فرناندو        | |
| أوكرانيا               | أنجلينا أوسانوفا      | 26    | كييف               | |
| الولايات المتحدة       | نويليا فويت           | 24    | بارك سيتي          | انهت المسابقة ضمن أفضل 20 متسابقة. |
| فنزويلا                | ديانا سيلفا           | 26    | كاراكاس            | انهت المسابقة ضمن أفضل 10 متسابقة. |
| فيتنام                 | كوينه هوا بوي         | 25    | هانوي              | |
| زيمبابوي               | بروك بروك جاكسون      | 21    | هراري              | |